# 张一弓
张一弓（1935年—2016年1月9日），原名张檍弓，曾用名张斑斑，男，祖籍河南新野，生于河南开封，中国新闻工作者、作家，河南省作家协会原主席、名誉主席，中国作家协会名誉委员。